# Lottery Fever
«Lottery Fever» (с англ. — «Лотерейная лихорадка») — первый эпизод десятого сезона комедийного мультсериала Гриффины, вышедший в эфир 25 сентября 2011 года на канале FOX. Эпизод был написан Эндрю Голдбергом и срежиссирован Грегом Колтоном.

## Сюжет
В семье Гриффинов начинают ощущать нехватку бюджета. Местные новости о проводящейся лотерее влияют на Питера, и он обещает, что они, выиграв в лотерею, станут жить лучше. Питер покупает несколько тысяч лотерейных билетов, на деньги, выданные после вторичного залога дома. После просмотра результатов лотереи, ночью, они обнаруживают, что они действительно выиграли в лотерею. Семья не в состоянии решить, как они должны тратить деньги, хотя Лоис утверждает, что она не хочет, чтобы наличные изменили их образ жизни. Питер уходит с работы. Гриффины начинают роскошную жизнь.
Позже Питер инвестирует деньги в проект Куагмайера. Питер также требует, чтобы он, вместе с другим его другом, Джо, выполняли все его прихоти, если хотят погасить долг. Джо и Гленна это раздражает, и они разрывают дружеские отношения. Питер продолжает без удержу тратить деньги. В конце концов, Лоис предупреждает его, что он изменяется в худшую сторону, вместе с другими членами семьи. Питер говорит ей, что незачем беспокоиться о расходах, и дарит ей Кровавый алмаз. После похода в ресторан, на следующий день, Питер обнаруживает, что его кредитная карта заблокирована, и его деньги исчезли. Семья оказывается без цента, денег и без дома. При повторном поиске других лотерейных билетов всё повторяется, и семья опять на улице. Питер идёт в «Пьяную Устрицу» попросить прощения у Куагмайера и Джо. Он признает, что деньги заставили его забыть, кто его настоящие друзья; Куагмайер и Джо принимают его извинения и возвращают ему процент с дохода от проекта Гленна. Семья возвращается в свой дом и нормальный ритм жизни.